# Pakistan Observer
 Pakistan Observer  è dei quotidiani in lingua inglese più letti in Pakistan, pubblicato contemporaneamente nelle città di Islamabad, Karachi, Lahore, Peshawar e Quetta.
Il primo numero uscì in stampa il 1º novembre 1988, quando era diretta dal giornalista pakistano Zahid Malik (1937-2016), insignito della più alta onorificenza civile del Pakistan, la Sitara-i-Imtiaz. La guida del periodico è ora affidata a Faisal Zahid Malik.
Abdus Saittan, ex Ministro degli Esteri pakistano, è analista del Pakistan Observer per quanto riguarda la sicurezza internazionale. La sede legale è a Islamabad, con 4 uffici a Karachi, Lahore, Peshawar e Muzafarabad.